# 藍沢羽衣
藍沢 羽衣（あいざわ うえ、1976年 - ）は、日本の小説家、児童文学作家、ファンタジー作家。会社員。

## 経歴・人物
宮城県生まれ。岩手大学農学部を卒業する。大学を卒業した頃から、小説を書き始める。当初は、大人向けのミステリーを書いていたが、2011年頃に子ども向けのエンターテインメント小説に転向する。
2013年、「ぼくとばあちゃんと桜の精」が第12回ジュニア冒険小説大賞で佳作に選ばれる。2014年、「全国いっせいKYテスト」で第12回北日本児童文学賞の最優秀賞を受賞する。2015年、「ごしなん！」で第4回集英社みらい文庫大賞の優秀賞を受賞する。2016年、『銀色☆フェアリーテイル1 あたしだけが知らない街』で小説家デビュー。

## 作品リスト

### 書籍
- 銀色☆フェアリーテイル（小学館ジュニア文庫）
  1. あたしだけが知らない街（2016年3月）
  2. きみだけに贈る歌（2016年10月）
  3. 夢、それぞれの未来（2017年5月）
- 遠野奇譚（2016年4月 エネルギーフォーラム）
- 迷い家の管理人（2018年5月 ポプラ文庫ピュアフル）
- まほろば温泉繁盛記（2019年6月 一迅社メゾン文庫）
- 1話3分 こわい家、あります。 くらやみくんのブラックリスト（小学館ジュニア文庫）
  1. （2019年7月）
  2. （2020年7月）
  3. （2021年7月）
- 疫病神のキセキ・サポート（2019年9月、ポプラ文庫ピュアフル）
- 恐怖チャンネル（集英社みらい文庫）
  1. なぞのKチューバ―と呪いの動画（2020年12月）
  2. キケンな動画とKチューバーの秘密!?（2021年4月）
  3. 不幸をまねくコトリバコ（2021年8月）
- 怪奇警察メイ☆カイ（講談社青い鳥文庫）
  1. 任務開始!（2021年3月）
  2. vs.超能力ユーチューバー（2021年5月）
  3. 呪われた文芸部（2021年10月）
- 鬼はそと! 〜鬼ヶ島学園でサバイバル!?〜（2022年6月 かなで文庫）
- 初恋×ヴァンパイア（小学館ジュニア文庫）
  1. （2022年9月）
  2. 波乱の学園祭!?（2023年7月）
- ホーンテッドクラブ（ポプラキミノベル）
  1. 乗ったら最後、絶望バスツアー（2022年12月）
  2. リアル人生すごろく（2023年6月）
- 昆虫レストランななほしへようこそ（2023年6月、文研ブックランド）

### 書籍未刊行
- 10日後に呪われる怪談ルーム（2024年8月、集英社みらい文庫Webサイト連載[7]）